# 非定常状態
非定常状態（ひていじょうじょうたい、英語: unsteady state）は、さまざまな現象において、ある安定な状態に到達するまでの過渡的な過程を指す。定常状態の反対概念である。

## 伝熱

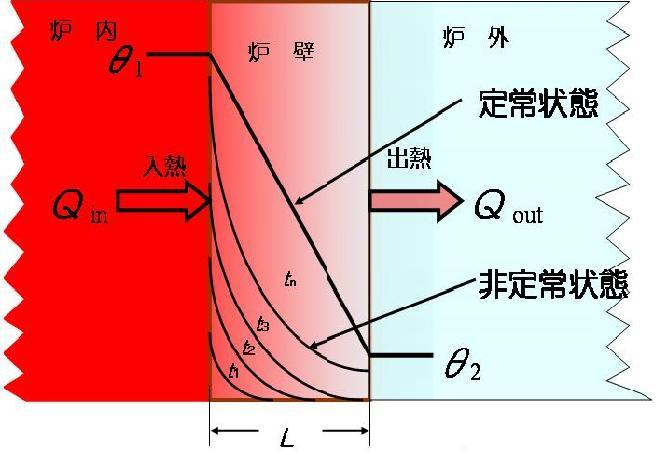
熱の流れ込みによって平行平板内に形成される温度分布の時間的変化

伝熱を例にとると、右図のように初期温度θ0（K）に保たれた厚さL（m）、断面積A（m2）の平行平面の左表面が温度θ1（K）に曝されたとすると、左表面の温度は時間t（h）の経過と共に上昇し、熱は平板内に流れ込むことによって平板内の温度は図のような温度分布を形成しながら徐々に上昇する。最初の内(時間0～t3）は入熱Qin は全て平板内に蓄積され、右表面の温度はθ0 のままで変化しないが、経過時間がt3 以上になると平板を通過した熱は右表面に達し、この表面の温度も上昇し始めるが、なお平面内に熱の蓄積が進む。このような過度的な状態が非定常状態である。
十分な時間（図ではtn 以降）が経過すると左表面の温度は高温側の温度θ1（K）と等しくなり、均質な平板であればその中のどの場所における温度勾配も等しく右表面の温度も度θ2（K）で一定となる。このような状態が定常状態であり、このとき入熱Qin と出熱Qout は等しくなる。